# Джумагулов Апас Джумагулович
Апас Джумагулович Джумагулов (кирг. Апас Жумагулович Жумагулов; нар. 19 вересня 1934, село Арашан, тепер Аламудунського району Чуйської області, Киргизстан) — киргизький радянський науковець, партійний діяч, політик, дипломат і бізнесмен, голова Ради міністрів Киргизької РСР у 1986-1991 роках, 3-й прем'єр-міністр Киргизстану. Член Центральної Ревізійної Комісії КПРС у 1986—1990 роках. Член ЦК КПРС у 1990—1991 роках. Депутат Верховної ради Киргизької РСР. Народний депутат СРСР у 1989—1991 роках. Депутат Жогорку Кенеш. Доктор геологічних наук.

## Життєпис
Народився в родині службовця.
1958 року закінчив Московський інститут нафтохімічної й газової промисловості імені І. М. Губкіна за спеціальністю гірничий інженер-геолог. Там же закінчив аспірантуру й захистив кандидатську дисертацію в 1968 році. 1981 року закінчив заочно Академію суспільних наук при ЦК КПРС.
У 1958—1959 роках працював лаборантом, старшим лаборантом комплексної Південної геологічної експедиції АН СРСР у Москві. Від 1959 до 1960 року був старшим геологом нафтопромислу Чангар-Таш управління «Киргизнафта». У 1960—1962 роках — завідувач центральної науково-дослідної лабораторії, головний геолог контори буріння управління «Киргизнафта».
Член КПРС з 1962 року.
У 1962—1973 — головний інженер нафтопромислового управління «Киргизнафта».
У 1973—1979 роках — завідувач промислово-транспортного відділу ЦК КП Киргизії.
26 лютого 1979 — 13 грудня 1985 року — секретар ЦК КП Киргизії.
27 червня 1985— 28 червня 1986 роках — 1-й секретар Іссик-Кульського обласного комітету КП Киргизії.
20 травня 1986 — 21 січня 1991 року — голова Ради міністрів Киргизької РСР.
Після здобуття Киргизстаном незалежності залишився на державній службі:
- 1991—1993 — голова Чуйської обласної Ради народних депутатів, голова Чуйської обласної державної адміністрації;
- 14 грудня 1993 — 14 березня 1998 — Прем'єр-міністр Киргизької Республіки;
- 1998—1999 — голова ради директорів АТ «Кыргызнефтегаз»;
- 1998—2003 — посол Киргизстану в Німеччині, Ватикані, Швеції, Данії й Норвегії;
- 2005—2007 — посол Киргизстану в Росії, Фінляндії, Азербайджані, Вірменії та Грузії.

Окрім того був головою Фонду милосердя, інновації й подолання бідності (1997-2005), головою ради директорів компанії «Постнофф и К», Москва (2003—2005), головою ради директорів «Азия Цемент», керівником проекту з будівництва цементного заводу в Пензенській області (2007—2016). Від 2007 до 2017 року очолював раду директорів Кара-Балтийського гірничо-рудного комбінату. Від 2016 року — керівник проекту з будівництва цементного заводу в Кемінському районі Чуйської області.
Академік Міжнародної інженерної академії, Інженерної академії Киргизстану, дійсний іноземний член Російської академії природничих наук, член Академії педагогічних і соціальних наук Росії. Почесний професор Державного педагогічного університету імені Арабаєва. Член Ост-Академії (Брухзаль, Німеччина).

## Нагороди і звання
- орден «Манас» I ст. (Киргизстан) (1.04.1998)
- два ордени Трудового Червоного Прапора
- орден «Знак Пошани»
- орден Дружби (Російська Федерація) (20.09.2007)
- Великий хрест 1-го ступеня ордена «За заслуги перед Федеративною Республікою Німеччина» (Німеччина)
- медалі
- Лауреат Державної премії Киргизької Республіки з науки і техніки
- Заслужений працівник промисловості Киргизької Республіки
- Почесний громадянин міста Нарин
- Почесний громадянин села Чайок
- Почесний громадянин міста Кочкор-Ата